# SimCity DS 2
Pour le jeu Wii, voir SimCity Creator.
SimCity DS 2 est un jeu vidéo de gestion de type city-builder sorti sur Nintendo DS le 19 mars 2008 au Japon. Présenté comme la suite de SimCity DS, il est sorti dans le reste du monde en septembre 2008 sous le titre SimCity Creator.

## Système de jeu
Reprenant la formule traditionnelle de SimCity, SimCity DS 2 propose un nouveau Mode Défi, qui voit offrir aux joueurs la possibilité de développer leur ville à travers différentes périodes de l'Histoire, toujours en commençant à l'aube de la civilisation, avant que le joueur puisse choisir de s'écarter vers un style européen, oriental ou américain. De ce fait, il est maintenant possible de créer des villes avec un thème historique. Par exemple, le joueur peut créer une ville de la Renaissance ou une ville futuriste, et ainsi débloquer des monuments célèbres à mesure qu'il progresse à travers le temps. Ces monuments peuvent être reconstruits dans le mode de jeu libre.
Les joueurs peuvent également prendre des photos de leur ville et les partager avec leurs amis via la communication sans fil local.

### Zones de jeu
Il existe trois types de zone dans le jeu, et la densité de la ville est déterminée en fonction des types de bâtiments qui apparaissent à l'intérieur d'une zone.
- Résidentielle : ces zones permettent aux Sims de construire différents types de maisons, des cabanes de la préhistoire aux gratte-ciel futuristes. Les trois densités différentes permettent de construire des maisons, des appartements ou de grands gratte-ciel.
- Commerciale — ces zones permettent de construire des centres commerciaux où les Sims dépensent leur Simflouz. Les trois densités différentes permettent de créer de grands magasins, des supermarchés ou de gigantesques centres commerciaux.
- Agro-industrielle — ces zones permettent de construire des vergers, rizières et pâturages pour nourrir la population. Une fois que la civilisation est passée au-delà de l'agriculture, les zones deviennent industrielles et de grandes usines sont construites.